# Bukovec (Románia)
Bukovec románul: Bucovăț, falu Romániában, a Bánságban, Temes megyében.

## Fekvése
Lugostól északkeletre fekvő település.

## Története
Bukovec nevét 1440-ben említette először oklevél Bwkocz néven.
1514–1516 között Also-Bwkwecz, Felsö-Bwkwecz, 1596-ban pr. Bukuvetz, 1717-ben Bukovecz  1808: Bukovecz, 1913-ban Bukovec néven fordult elő.
1477-ben p. Bwkowcz néven Solymos vár 93. tartozékaként említették.
A trianoni békeszerződés előtt Krassó-Szörény vármegye Facsádi járásához tartozott.
1910-ben 787 lakosából 774 román, 13 cigány volt. Ebből 786 görög keleti ortodox volt.
Címer és zászló:

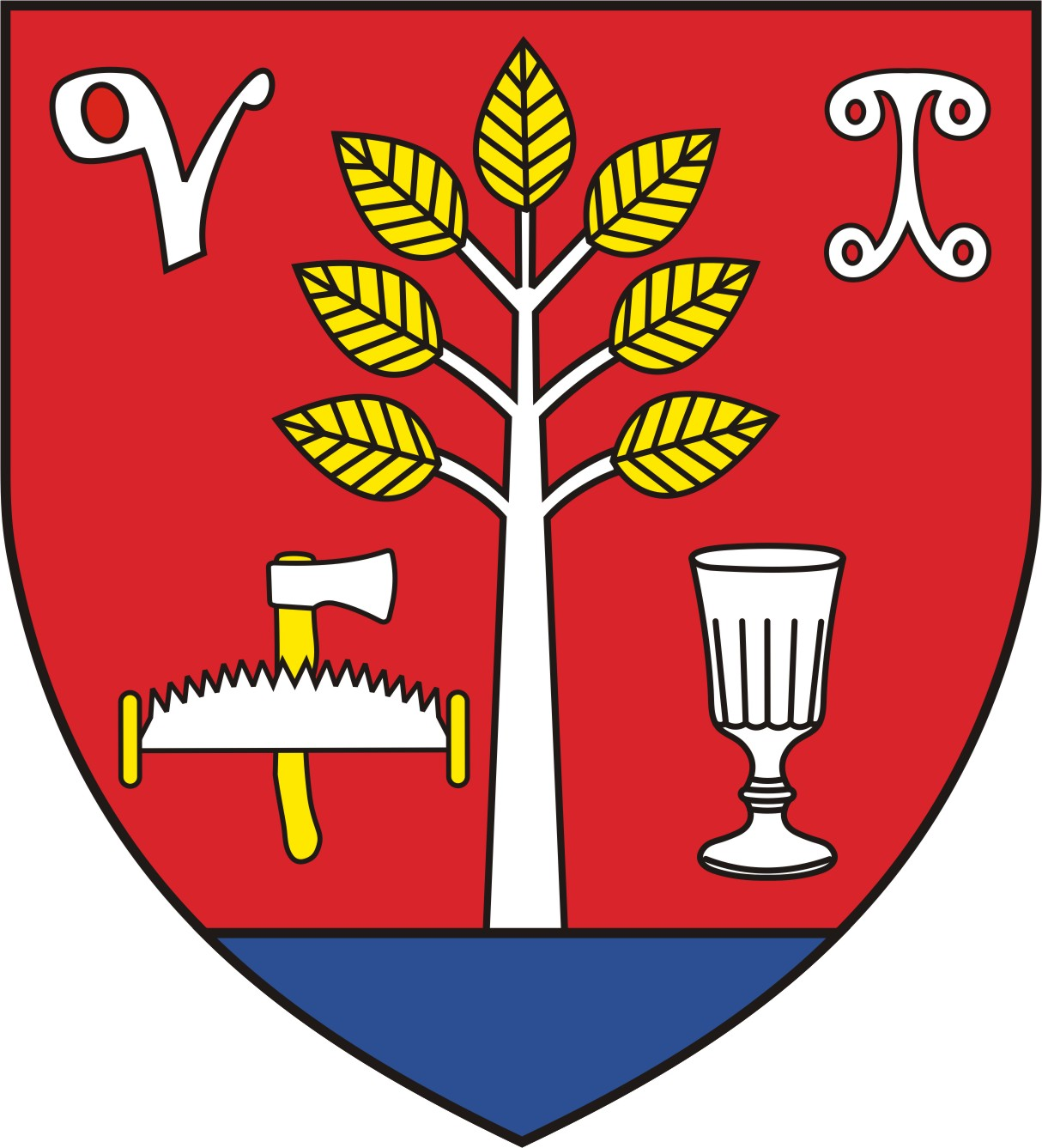
Címer
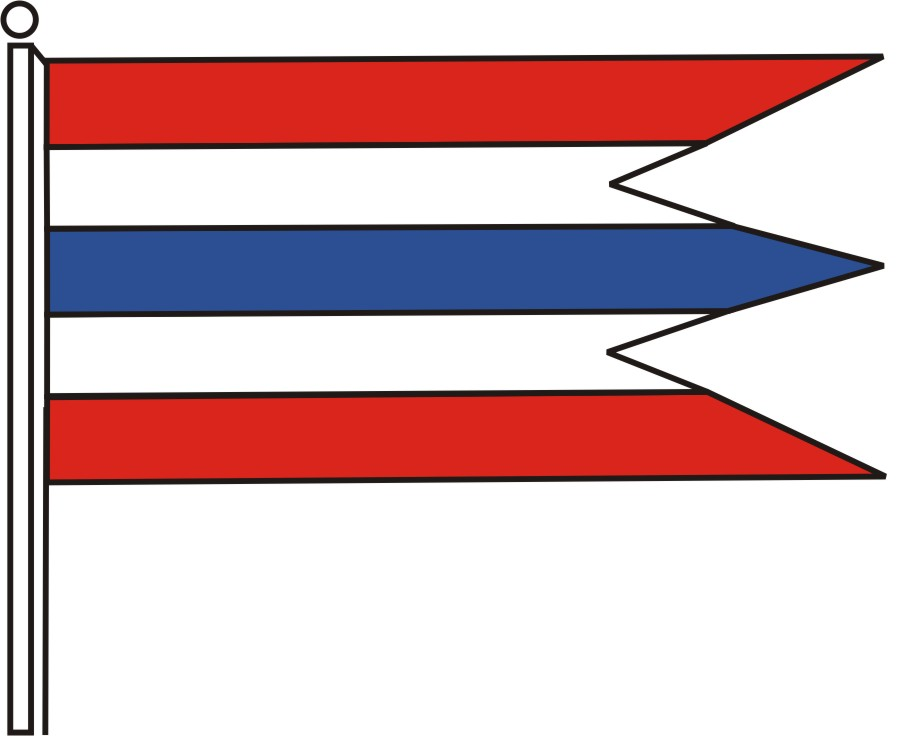
Zászló